# Vân Hà (Bắc Giang)
Vân Hà is een xã in huyện Việt Yên, een district in de Vietnamese provincie Bắc Giang.
Vân Hà ligt in een meander van de Cầu.